# Баджія
Ба́джія (англ. Bajia) — одне із 15 вождівств округу Бо Південної провінції Сьєрра-Леоне. Адміністративний центр — село Нґелегун.
Населення округу становить 8135 осіб (2015; 8303 в 2008, 7698 в 2004).

## Адміністративний поділ
У адміністративному відношенні вождівство складається з 5 секцій:
| № | Назва      | Оригінальна назва | Площа, км² | Населення, осіб | Адміністративний центр |
| - | ---------- | ----------------- | ---------- | --------------- | ---------------------- |
| 1 | Дамай      | Damai             | -          | -               | Нґелегун               |
| 2 | Кпаллай    | Kpallay           | -          | -               | -                      |
| 3 | Ньярґбагун | Niargbahun        | -          | -               | -                      |
| 4 | Сеї        | Sei               | -          | -               | -                      |
| 5 | Фаллай     | Fallay            | -          | -               | -                      |